# Dannyjune Smith

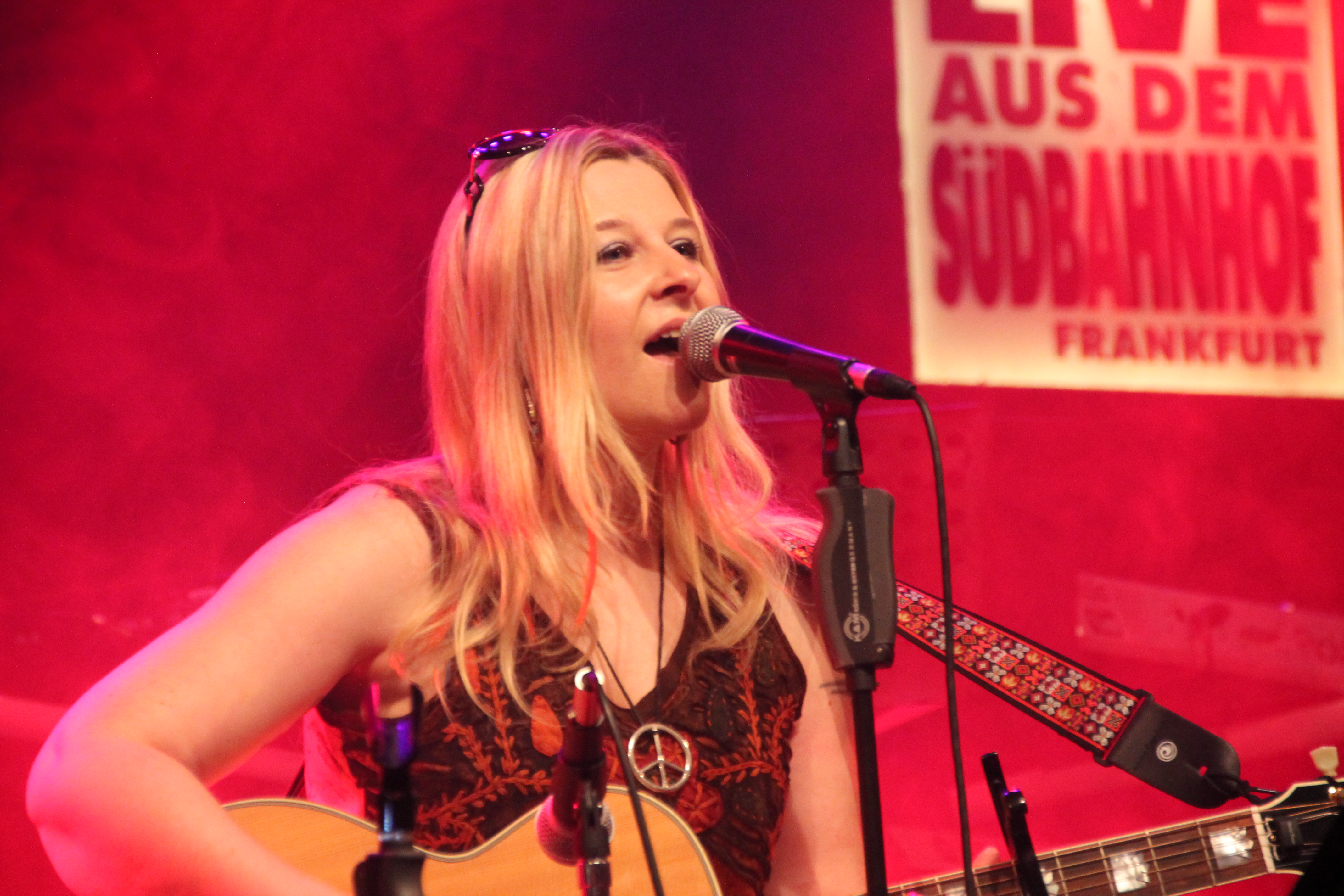
Dannyjune Smith (2016)

Dannyjune Smith (* 25. Dezember 1977 in Hanau am Main) ist eine deutsche Sängerin, Songschreiberin und Friedensaktivistin.

## Leben
Dannyjune Smith wuchs im hessischen Langenselbold auf und absolvierte nach dem Besuch des musischen Karl-Rehbein-Gymnasiums in Hanau zuerst eine klassische Gesangsausbildung, gefolgt von Musical, Pop, Rock und Country.
Seit 1983 steht sie auf Bühnen und tourt seit 1999 mit vielen verschiedenen Bands, speziell im Genre Countrymusic, durch Deutschland und Europa. Einige Jahre in Folge reiste sie nach Nashville und spielte Auftritte an der Gitarre. Sie trat dort unter anderem im Jahr 1998 auf der Fan Fair auf.
Die Genres, in denen sich Dannyjune Smith bewegt, reichen von Countrymusic und -traditionals über Deutsche Musik, Pop-Rock, Musical, Folk und Oldies der Fünfziger bis Achtziger Jahre bis hin zu ihren Eigenkompositionen im Bereich Singer-Songwriter mit dem Seitengenre Protestsongs.
Seit 2009 erlangte sie bislang über 40 Musik-Preise, unter anderem als Preisträgerin beim Deutschen Rock-Pop-Preis (6-mal in der Sparte Beste Countrysängerin, viermal in der Sparte Beste Folkrock-Sängerin, zweimal in der Sparte Beste Schlagersängerin und einmal in der Sparte Beste Popsängerin) und den Fachmedienpreis im Bereich Countrymusic.
Darüber hinaus erhielt sie im Februar 2013 eine Nominierung für den „Liebling der Fans-Award“ beim Deutschen Countrypreis in Berlin und erlangte Platz 3. Im Jahr 2014 wurde sie beim Deutschen Countrypreis in Bergheim bei Köln im Zuge der Country Music Messe ausgezeichnet als „Newcomer des Jahres“ und den „Liebling der Fans“. Letzteren erreichte sie auch 2015 und 2016.
Nach dem ersten Album Back in the Bar im Jahr 2009 erschienen 2013 zwei Alben: Das Country-Pop-Album Made in June und das Country- und Deutsch-Pop-Album Für Dich ganz allein unter dem Label Rockwerk Records. Alle Songs stammen aus ihrer Feder und wurden im TonUp Studio von dem Produzenten Ulrich Pfannmüller mit vielen Musikern aufgenommen, unter anderem Aaron Till (Fiddler aus Nashville, u. a. bei Mark Chesnutt und Asleep at the Wheel), Martin Stoeck (Schlagzeuger der Deutschen Kult-Gruppe Pur), Dirk Schlag (Gitarrist von u. a. Truck Stop und Dieter Bohlen), JD Wood (Arrangeur und Singer/Songwriter) sowie Dietmar Waechtler an der Pedal-Steel-Gitarre.
Das vierte Album Phoenix erschien im Oktober 2017. Nach dem Weihnachtsalbum „Bunte Weihnacht“ 2020 folgte die Eigenproduktion „#Protest – Das kleine Album für den Frieden“ im Jahr 2022 mit eigenen Titeln sowie bekannten thematischen Protestsongs auf Deutsch und Englisch.
2012 wurde Dannyjune Smith von Jörg Muth, Bürgermeister der Stadt Langenselbold, für ihre zahlreichen musikalischen Auszeichnungen feierlich geehrt.
Nach der Auflösung ihrer Begleitband Dannyjune's Trail im Februar 2025 ist Dannyjune Smith seit März 2025 Mitglied der Silver Nugget Band mit Gesang und Gitarre. Nach wie vor tritt sie als Solokünstlerin in den genannten Genres auf.

## Soziales und politisches Engagement
Dannyjune Smith setzt sich international für Kinder- und Menschenrechte ein. Seit 2014 ist sie Botschafterin der Stiftung Kinderzukunft. Eine weitere Botschaftertätigkeit kam im Jahr 2015 für das Kinderhilfswerk Das kunterbunte Kinderzelt e. V. hinzu. Beide Organisationen begegnen Kindern in Not und unterstützen aktiv vor Ort.
Als Friedensaktivistin unterstützt die Sängerin in ihren Texten und Werken die internationale Friedensbewegung und appelliert an ein friedliches und pazifistisches Miteinander ohne Waffengewalt, welches den Krieg als Mittel der Politik ausschließen soll. Am 12. März 2022 wurde sie durch die Friedensorganisation „Hand aufs Herz e. V.“ in Anlehnung an deren Mammutprojekt „Wir sind mehr“ neben diversen Prominenten aus der Politik zur offiziellen Friedensbotschafterin ernannt.
Dannyjune Smith ist ferner in diversen Tierschutzorganisationen aktiv.
Sie ist neben ihrem Beruf als Musikerin als EX-IN-Genesungsbegleiterin im sozialpsychiatrischen System tätig, um krisenbehaftete Herausforderungen für Betroffene abzufedern, diesen Hoffnung und ein breites Spektrum an Hilfsangeboten anzubieten, Inklusion und Fürsprache zu fördern sowie den Gedanken, ein selbstbestimmtes, gutes Leben trotz psychischer Hürden in der Gesellschaft voranzubringen. In dieser Funktion arbeitet sie im Gremium des Gemeindepsychiatrischen Verbundes des Main-Kinzig-Kreises aktiv mit. Sie arbeitet auf Station in einer Klinik für Psychiatrie und Psychosomatik. 

## Musikalische Erfolge
Die Songs von Dannyjune Smith bewegen sich seit 2013 auf ersten Plätzen der Country Music Airplay Charts und werden mittlerweile weltweit gespielt.

## Privat
Dannyjune Smith lebt mit ihrem Ehemann am Rande des Vogelsberges.

## Diskografie
- 2009: Back in the Bar (Album, Herpeton)
- 2013: Made in June (Album, Rockwerk Records)
- 2013: Für Dich ganz allein (Album, Rockwerk Records)
- 2014: Ich weiß genau, Du kommst zurück (Single, Little Elephant Records)
- 2014: One day you’re knocking at my door (Single, Little Elephant Records)
- 2017: Phoenix (Album, Rockwerk Records)
- 2020: Bunte Weihnacht (Album, JuneMusicStudio)
- 2022: #Protest - Das kleine Album für den Frieden (Album, JuneMusicStudio)

## Auszeichnungen und Nominierungen
| Jahr                                        | Preis                           | Kategorie                         | Ergebnis      |
| ------------------------------------------- | ------------------------------- | --------------------------------- | ------------- |
| 2009                                        |                                 |                                   |               |
| Deutscher Rock & Pop Preis 2009             | Beste Countrysängerin           | 1. Platz                          |               |
| Deutscher Rock & Pop Preis 2009             | Bestes Countryalbum             | 3. Platz                          |               |
| 2010                                        |                                 |                                   |               |
| Deutscher Rock & Pop Preis 2010             |                                 |                                   |               |
| Beste Studioaufnahme                        | 1. Platz                        |                                   |               |
| Beste Folkrocksängerin                      | 2. Platz                        |                                   |               |
| Bester Countrysong'                         | 1. Platz                        |                                   |               |
| Beste Countryband                           | 1. Platz                        |                                   |               |
| Bester Song des Jahres englischsprachig     | 3. Platz                        |                                   |               |
| Beste Countrysängerin                       | 1. Platz                        |                                   |               |
| 2011                                        |                                 |                                   |               |
| Deutscher Rock & Pop Preis 2011             |                                 |                                   |               |
| Beste Countrysängerin                       | 1. Platz                        |                                   |               |
| Beste Folkrocksängerin                      | 1. Platz                        |                                   |               |
| Beste Popsängerin                           | 2. Platz                        |                                   |               |
| Bester Countrysong                          | 1. Platz                        |                                   |               |
| Beste Single des Jahres                     | 1. Platz                        |                                   |               |
| Bester Song des Jahres englischsprachig     | 1. Platz                        |                                   |               |
| Bester PopSong                              | 3. Platz                        |                                   |               |
| Beste Studioaufnahme                        | 1. Platz                        |                                   |               |
| Bester Produzent des Jahres                 | 1. Platz                        |                                   |               |
| Country Music Euro Masters 2011             | Solokünstler                    | Halbfinale/Platz 6                |               |
| 2012                                        |                                 |                                   |               |
| Deutscher Rock & Pop Preis 2012             |                                 |                                   |               |
| Bester Song des Jahres englischsprachig     | 1. Platz                        |                                   |               |
| Bestes Country-Album                        | 1. Platz                        |                                   |               |
| Beste Folkrocksängerin                      | 1. Platz                        |                                   |               |
| Beste Schlagersängerin                      | 1. Platz                        |                                   |               |
| Bester Popsong                              | 2. Platz                        |                                   |               |
| Bester Countrysong                          | 2. Platz                        |                                   |               |
| Beste Countrysängerin                       | 2. Platz                        |                                   |               |
| Bestes CD-Album des Jahres deutschsprachig  | 3. Platz                        |                                   |               |
| Bestes CD-Album des Jahres englischsprachig | 3. Platz                        |                                   |               |
| Beste Country-Band                          | 3. Platz                        |                                   |               |
| Publikumsliebling 2012                      | Gewonnen                        |                                   |               |
| Fachmedienpreis                             | Countrymusik                    | Ausgezeichnet                     |               |
| 2013                                        |                                 |                                   |               |
| Deutscher Countrypreis 2013                 |                                 |                                   |               |
| Sängerin des Jahres                         | Nominiert                       |                                   |               |
| Newcomer des Jahres                         | Nominiert                       |                                   |               |
| Liebling der Fans Award                     | Nominiert                       |                                   |               |
| Deutscher Rock & Pop Preis 2013             | Beste Countrysängerin           | 1. Platz                          |               |
| Deutscher Rock & Pop Preis 2013             | Beste Schlagersängerin          | 2. Platz                          |               |
| 2014                                        |                                 |                                   |               |
| Deutscher Countrypreis 2014                 |                                 |                                   |               |
| Sängerin des Jahres                         | Nominiert                       |                                   |               |
| Newcomer des Jahres                         | Ausgezeichnet                   |                                   |               |
| Album des Jahres                            | Nominiert                       |                                   |               |
| Song des Jahres                             | Nominiert                       |                                   |               |
| Liebling der Fans Award                     | Ausgezeichnet                   |                                   |               |
| Goldener Countrystar                        | Europas Liebling der Fans       | Ausgezeichnet                     |               |
| 2015                                        | Deutscher Countrypreis 2015     | Sängerin des Jahres               | Nominiert     |
| 2015                                        | Deutscher Countrypreis 2015     | Liebling der Fans Award           | Ausgezeichnet |
| 2016                                        | Deutscher Countrypreis 2016     | Sängerin des Jahres               | Nominiert     |
| 2016                                        | Deutscher Countrypreis 2016     | Liebling der Fans Award           | Ausgezeichnet |
| 2016                                        | Deutscher Rock & Pop Preis 2016 | Deutscher Singer/Songwriter Preis | Nominiert     |
| 2017                                        |                                 |                                   |               |
| Deutscher Rock & Pop Preis 2017             |                                 |                                   |               |
| Beste Folkrocksängerin                      | 1. Platz                        |                                   |               |
| Beste Countrysängerin                       | 1. Platz                        |                                   |               |
| Bester Countrysong                          | 2. Platz                        |                                   |               |
| Bester Song des Jahres deutschsprachig      | 2. Platz                        |                                   |               |
| Deutscher Country Preis                     | Nominiert                       |                                   |               |
| 2018                                        | Deutscher Rock & Pop Preis 2018 | Beste Countrysängerin             | 1. Platz      |